# Jorge Teixeira
Jorge Filipe Avelino Teixeira (Lisboa, 27 de agosto de 1986) es un futbolista portugués. Juega de defensa y su equipo es el C. F. Os Belenenses de la Terceira Liga.

## Clubes
| Club                    | País       | Año       |
| ----------------------- | ---------- | --------- |
| Casa Pia A. C.          | Portugal   | 2005-2006 |
| Odivelas F. C.          | Portugal   | 2006-2007 |
| C. D. Fátima            | Portugal   | 2007-2008 |
| Atromitos Yeroskipou    | Chipre     | 2008      |
| AEP Paphos F. C.        | Chipre     | 2009      |
| Maccabi Haifa F. C.     | Israel     | 2009-2010 |
| F. C. Zürich            | Suiza      | 2010-2013 |
| A. C. Siena             | Italia     | 2013      |
| Standard de Lieja       | Bélgica    | 2014-2016 |
| Charlton Athletic F. C. | Inglaterra | 2016-2017 |
| Sint-Truidense          | Bélgica    | 2017-2023 |
| AVS Futebol SAD         | Portugal   | 2023-2025 |
| C. F. Os Belenenses     | Portugal   | 2025-     |

## Palmarés

### Títulos nacionales
| Título        | Club         | País  | Año  |
| ------------- | ------------ | ----- | ---- |
| Copa de Suiza | F. C. Zürich | Suiza | 2014 |